# Vazul örmény fejedelem
Vazul örmény fejedelem (? – 1112. október 12.) örmény fejedelem az I. keresztes hadjárat idején a Közel-Keleten.

## Élete
Vazul Raban és Kaiszon örmény fejedelme volt az I. keresztes hadjárat idején. Családjáról keveset tudni, fivére, Bagrat, a későbbi I. Balduin jeruzsálemi király tanácsadója lett. Felesége neve ismeretlen és valószínűleg gyermekük sem született, mert amikor Vazul meghalt özvegye az örökbe fogadott fiuknak akarta biztosítani Vazul halála után a hatalmat.